# Giro di Romandia 2004
Il Giro di Romandia 2004, cinquantottesima edizione della corsa, si svolse dal 27 aprile al 2 maggio su un percorso di 624 km ripartiti in 5 tappe e un cronoprologo con partenza a Ginevra e arrivo a Losanna. Fu vinto dallo statunitense Tyler Hamilton della Phonak Hearing Systems davanti allo svizzero Fabian Jeker e all'italiano Leonardo Piepoli.

## Tappe
| Tappa  | Data      | Percorso                              | km    | Vincitore di tappa | Leader cl. generale |
| ------ | --------- | ------------------------------------- | ----- | ------------------ | ------------------- |
| Prol.  | 27 aprile | Ginevra > Ginevra (cron. individuale) | 3,4   | Bradley McGee      | Bradley McGee       |
| 1ª     | 28 aprile | Yverdon-les-Bains > Yverdon-les-Bains | 172,5 | Ján Svorada        | Bradley McGee       |
| 2ª     | 29 aprile | Romont > Romont                       | 156   | Stefano Garzelli   | Bradley McGee       |
| 3ª     | 30 aprile | Romont > Morgins                      | 145   | Alexandre Moos     | Alexandre Moos      |
| 4ª     | 1º maggio | Sion > Sion                           | 127   | Fabian Jeker       | Tyler Hamilton      |
| 5ª     | 2 maggio  | Losanna > Losanna (cron. individuale) | 20    | Tyler Hamilton     | Tyler Hamilton      |
| Totale | Totale    | Totale                                | 624   |                    |                     |

## Dettagli delle tappe

### Prologo
- 27 aprile: Ginevra > Ginevra (cron. individuale) – 3,4 km

| Pos. | Corridore      | Squadra      | Tempo |
| ---- | -------------- | ------------ | ----- |
| 1    | Bradley McGee  | FDJ          | 4'24" |
| 2    | Olaf Pollack   | Gerolsteiner | a 3"  |
| 3    | Martin Elmiger | Phonak       | a 6"  |

| Pos. | Corridore      | Squadra      | Tempo |
| ---- | -------------- | ------------ | ----- |
| 1    | Bradley McGee  | FDJ          | 4'24" |
| 2    | Olaf Pollack   | Gerolsteiner | a 3"  |
| 3    | Martin Elmiger | Phonak       | a 6"  |

### 1ª tappa
- 28 aprile: Yverdon-les-Bains > Yverdon-les-Bains – 172,5 km

| Pos. | Corridore          | Squadra        | Tempo    |
| ---- | ------------------ | -------------- | -------- |
| 1    | Ján Svorada        | Lampre         | 4h15'12" |
| 2    | Marco Zanotti      | Vini Caldirola | s.t.     |
| 3    | Luciano Pagliarini | Lampre         | s.t.     |

| Pos. | Corridore      | Squadra      | Tempo    |
| ---- | -------------- | ------------ | -------- |
| 1    | Bradley McGee  | FDJ          | 4h19'31" |
| 2    | Olaf Pollack   | Gerolsteiner | a 7"     |
| 3    | Tyler Hamilton | Phonak       | a 11"    |

### 2ª tappa
- 29 aprile: Romont > Romont – 156 km

| Pos. | Corridore        | Squadra        | Tempo    |
| ---- | ---------------- | -------------- | -------- |
| 1    | Stefano Garzelli | Vini Caldirola | 3h46'01" |
| 2    | Ivan Basso       | CSC            | s.t.     |
| 3    | Gerrit Glomser   | Saeco          | s.t.     |

| Pos. | Corridore      | Squadra | Tempo    |
| ---- | -------------- | ------- | -------- |
| 1    | Bradley McGee  | FDJ     | 8h05'32" |
| 2    | Ivan Basso     | CSC     | a 11"    |
| 3    | Tyler Hamilton | Phonak  | s.t.     |

### 3ª tappa
- 30 aprile: Romont > Morgins – 145 km

| Pos. | Corridore        | Squadra       | Tempo    |
| ---- | ---------------- | ------------- | -------- |
| 1    | Alexandre Moos   | Phonak        | 3h32'45" |
| 2    | Leonardo Piepoli | Saunier Duval | s.t.     |
| 3    | Tyler Hamilton   | Phonak        | s.t.     |

| Pos. | Corridore        | Squadra       | Tempo     |
| ---- | ---------------- | ------------- | --------- |
| 1    | Alexandre Moos   | Phonak        | 11h38'19" |
| 2    | Tyler Hamilton   | Phonak        | a 5"      |
| 3    | Leonardo Piepoli | Saunier Duval | a 18"     |

### 4ª tappa
- 1º maggio: Sion > Sion – 127 km

| Pos. | Corridore         | Squadra       | Tempo    |
| ---- | ----------------- | ------------- | -------- |
| 1    | Fabian Jeker      | Saunier Duval | 3h40'54" |
| 2    | Dario David Cioni | Fassa Bortolo | s.t.     |
| 3    | Tadej Valjavec    | Phonak        | s.t.     |

| Pos. | Corridore        | Squadra       | Tempo     |
| ---- | ---------------- | ------------- | --------- |
| 1    | Tyler Hamilton   | Phonak        | 15h19'15" |
| 2    | Leonardo Piepoli | Saunier Duval | a 19"     |
| 3    | Fabian Jeker     | Saunier Duval | a 30"     |

### 5ª tappa
- 2 maggio: Losanna > Losanna (cron. individuale) – 20 km

| Pos. | Corridore      | Squadra      | Tempo  |
| ---- | -------------- | ------------ | ------ |
| 1    | Tyler Hamilton | Phonak       | 26'29" |
| 2    | Bradley McGee  | FDJ          | a 35"  |
| 3    | Ronny Scholz   | Gerolsteiner | a 53"  |

| Pos. | Corridore        | Squadra       | Tempo     |
| ---- | ---------------- | ------------- | --------- |
| 1    | Tyler Hamilton   | Phonak        | 15h45'44" |
| 2    | Fabian Jeker     | Saunier Duval | a 1'43"   |
| 3    | Leonardo Piepoli | Saunier Duval | a 2'18"   |

## Classifiche finali

### Classifica generale
| Pos. | Corridore         | Squadra      | Tempo     |
| ---- | ----------------- | ------------ | --------- |
| 1    | Tyler Hamilton    | Phonak       | 15h45'44" |
| 2    | Fabian Jeker      | Saunier D.   | a 1'43"   |
| 3    | Leonardo Piepoli  | Saunier D.   | a 2'18"   |
| 4    | Tadej Valjavec    | Phonak       | a 2'19"   |
| 5    | Dario David Cioni | Fassa B.     | a 2'33"   |
| 6    | Alexandre Moos    | Phonak       | a 2'39"   |
| 7    | Ivan Basso        | Team CSC     | a 3'31"   |
| 8    | Francisco Mancebo | Illes Bal.   | a 4'32"   |
| 9    | Bradley McGee     | FDJ          | a 5'08"   |
| 10   | Steve Zampieri    | V. Caldirola | a 5'53"   |